# Ş
Az Ş, kiejtve S bal farokkal egy olyan graféma, melyet több török nyelv, a ciprióta arab, a láz, a mankanya, a kurd, a zazaki ábécéje valamint az arab ábécé latin átírása használja.  Ezen kívül a török és a ladino kiadványokban is szerepel, ahol az S jobb farokkal, vonallal, az Ș helyettesítője. A betű egy S jelből és egy jobb alsó farok diakritikus jelből épül fel.
Túlnyomó részt a posztalveoláris réshang, az /ʃ/ jelölésére használják.

## Használata

### Latino
Törökországban több ladino kiadványban az Ş jelöli az /ʃ/ hangot.

### Török nyelvek
A török, az azeri, a krími tatár nyelv|krími tatár]], a tatár és a türkmén nyelvekben az Ş jelöli az /ʃ/ hangot. Ezen kívül a gagauzban is használatos]].

### Román
A románban az Ş az Ș helyettesítőjeként szolgált illetve néhány helyzetben szolgál mind a mai napig.

### Az arab ábécé átírásakor
Az Ş-t használják az arab neveknek az ENSZ által elfogadott latin betűs átírásakor, melyet az UNGENG felügyel. Ezzel jelölik az arab ص (ṣád) betűt, mely az alveoláris fraktív mássalhangzót jelöli, aminek a jele  /sˤ/. Ennek ellenére az ṣ (s ponttal alatta) gyakoribb az átírásoknál.

## Informatikai megjelenítése
Az S bal farokkal karaktert a következőképpen lehet létrehozni Unicode-ban:
- Szétbontás (Latin kibővített A]]) :

| formája  | megjelenítése | kódolása | leírás                    |
| -------- | ------------- | -------- | ------------------------- |
| nagybetű | Ş             | U+015E   | nagy latin S bal farokkal |
| kisbetű  | ş             | U+015F   | kis latin s bal farokkal  |

## Lásd még
- Cédille
- Latin ábécé
- S

## Fordítás
Ez a szócikk részben vagy egészben  a(z)    Ş című francia Wikipédia-szócikk 206194311 ezen változatának fordításán alapul.  Az eredeti cikk szerkesztőit annak laptörténete sorolja fel. Ez a jelzés csupán a megfogalmazás eredetét és a szerzői jogokat jelzi, nem szolgál a cikkben szereplő információk forrásmegjelöléseként.